# مافات
مافات (بالفرنسية: Mafate)‏ هو كالديرا في جزيرة ريونيون. تم تشكيله من انهيار بركان الدرع الكبير Piton des Neiges.